# Antalovits Ferenc
Antalovits Ferenc (Csepreg, 1953. július 9. –) magyar súlyemelő, edző.

## Pályafutása
A szombathelyi Haladás VSC versenyzőjeként lett világszerte ismert, s egyben elismert súlyemelő is.

### Súlyemelőként

#### Kiemelkedő eredményei
Pályafutása során kétszer szerzett Európa-bajnoki bronzérmet, s négy világbajnoki bronz is a nevéhez fűződik. A magyar bajnoki címet kétszer hódította el, s további öt alkalommal lett ezüstérmes.

##### Olimpia
Két olimpián képviselhette a magyar színeket, de sem 1976-ban Montréalban, sem négy évvel később Moszkvában nem szegődött mellé a szerencse, mindkétszer kiesett.

##### Világbajnokság
Négyszeres világbajnoki bronzérmes súlyemelő.
1978-ban a gatysburgi vb-n félnehézsúlyban bronzérmet szerzett.

##### Európa-bajnokság
- 1976-ban nemzeti pontszerző helyen végzett – hatodik.
- 1979-ben a várnai tornán szakításban – bronzérmes.

##### Európa-Amerika viadal
A Nemzetközi Súlyemelő-szövetség rendezésében 1977-ben súlycsoportjában, magabiztos versenyzésének köszönhetően az első helyen végzett.

##### Afrika-bajnokság
1979-ben Alexandriában megnyerte Afrika-bajnokságot.

##### Országos bajnokság
(1971-1974) között minden országos és vidékbajnokságot megnyerte a Haladás VSE ifjúsági csapata: Molnár, Horváth, Szladovits, Gójer, Nagy, Antalovits és Pipics (edzőjük Tóth György volt).

## Sportvezetőként
A Haladás-Vasjármű SE Súlyemelő Szakosztályának vezetőedzője, legnevesebb tanítványai: Márkus Erzsébet, Dankó Ilona, Krutzler Eszter, Ajkay Anikó.

## Sikerei, díjai
2007-ben a Magyar Súlyemelő-szövetség elnöksége az Év edzője címmel tüntette ki.
2010-ben Varga Zoltán az Önkormányzati Minisztérium minisztere a Magyar Sportért Díj III. fokozatát adományozta és jutalomban részesítette.